# Смитланд (Ајова)
Смитланд (енгл. Smithland) град је у америчкој савезној држави Ајова. По попису становништва из 2010. у њему је живело 224 становника.

## Демографија
Према попису становништва из 2010. у граду је живело 224 становника, што је 3 (1,4%) становника више него 2000. године.
| Група             | 2000.       | 2010.       |
| Белци             | 218 (98,6%) | 216 (96,4%) |
| Афроамериканци    | 0 (0,0%)    | 0 (0,0%)    |
| Азијати           | 0 (0,0%)    | 0 (0,0%)    |
| Хиспаноамериканци | 1 (0,5%)    | 7 (3,1%)    |
| Укупно            | 221         | 224         |